# 松本慶子
松本 慶子（まつもと けいこ）は、NHKの契約キャスター。

## 人物
東京都出身。創価中学校・高等学校を経て創価大学経営学部卒業後、日本道路交通情報センターの情報キャスターを務めた。
2001年、NHK金沢放送局に契約キャスターとして採用され、2004年からはNHK宇都宮放送局で同じく契約キャスターを務めた。NHK宇都宮退局後は暫く活動を行っていなかったが、2010年、NHKラジオセンターに契約キャスターとして採用された。

## 過去の担当番組
- くらしのガイド（NHK金沢）
- とちぎ6時です!（NHK宇都宮FM）
- ラジオあさいちばん（NHKラジオ第1、2010年度～2012年度）

※遠田恵子と交替で担当。
- 文芸選評（NHKラジオ第1、2015年度～2016年度）
- 歌の日曜散歩（NHKラジオ第1、2015年度～2016年度）